# Рыжиков, Валерий Николаевич
Валерий Николаевич Рыжиков (19 марта 1946, Хилок, Читинская область — 2 октября 2020, Иркутск) — ректор Иркутского государственного аграрного университета имени А. А. Ежевского (1989—1992), кандидат химических наук, доцент.

## Биография
Валерий Николаевич Рыжиков родился 19 марта 1946 в семье военнослужащих в селе Хилок (Читинская область).
В октябре 1963 г. устроился работать электрослесарем на химкомбинате № 1.
В 1965 году поступил на химический факультет Иркутского государственного университета, на старших курсах доучивался в Московском государственном университете. Также окончил спецфак Московского государственного института иностранных языков имени Мориса Тореза, в совершенстве владел французским языком.
В 1970—1980 гг. работал ассистентом, старшим преподавателем кафедры органической химии ИГУ.
В 1975—1979 гг. учился в аспирантуре Московского государственного университета, успешно защитил кандидатскую диссертацию на тему «Основные направления и этапы в развитии химии алкалоидов», получив научную степень кандидата химических наук.
В 1980—1983 гг. был заведующим отделом пропаганды и агитации Иркутского горкома партии.
В 1983—1989 гг. Рыжиков работал доцентом кафедры органической химии ИГУ.
В 1986—1988 годах приказом министерства высшего и среднего специального образования СССР был направлен на работу в Алжир, где работал в университетском центре города Тлемсен, затем в университете города Лагуат в должности заведующего кафедрой органической химии.
В 1989—1992 гг, после возвращения на СССР, был избран ректором Иркутского сельскохозяйственного университета (ныне — ИрГАУ).
С 1992 года трудился проректором по международным связям Иркутского государственного университета (ИГУ), доцентом кафедры педагогики и гуманитарных технологий ИГУ.
Скончался 2 октября 2020 года после продолжительной болезни.